# Chiesa di San Giovanni Battista (Endine Gaiano)
La chiesa di San Giovanni Battista è il principale luogo di culto cattolico di Valmaggiore frazione di Endine Gaiano, in provincia e diocesi di Bergamo. Fa parte del vicariato di Solto-Sovere.

## Storia
Una chiesa dedicata a san Giovanni Battista presente nella località di Valmaggiore, era citata nel '“Sommario delle chiese di Bergamo”, elenco redatto dal cancelliere della curia Giovanni Giacomo Marenzi del 1666. La chiesa risulta essere stata visitata il 5 settembre 1780 dal vescovo di Bergamo Giovanni Paolo Dolfin. Negli atti della visita vi è allegata una relazione dell'allora parroco che indica la chiesa appartenente alla parrocchia di Endine Gaiano.
Nel 1923 fu costruito un nuovo edificio di culto progettato da Dante Fornoni figlio di Elia. Alla costruzione lavorò la ditta Giacomo Carrara per la parte muraria, mentre per la lavorazione della pietra dalle ditte Pietro Capoferri e Pietro Monzio Compagnoni. Il 2 ottobre 1925, la nuova chiesa era terminata, e consacrata dal vescovo Luigi Maria Merelli con l'intitolazione dell'antico luogo di culto ormai non più idoneo. Il decreto del 16 luglio 1952 del vescovo Adriano Bernareggi eresse in autonomia parrocchiale Valmaggiore.
Nella seconda metà del Novecento furono realizzati lavori di completamento con la posa delle cinque campane in"fa mg." della ditta Angelo Ottolina, collocate nella nuova torre campanaria e consacrate il 21 ottobre 1957 dal vescovo di Bergamo Giuseppe Piazzi. Il medesimo vescovo consacrò il nuovo altare il 17 ottobre 1959 facendo dono delle reliquie dei santi Alessandro e Rustico nella nuova mensa dell'altare. Nel 1969 furono eseguiti lavori di mantenimento, con il rinnovo dei decori eseguiti nel 1925 da Luigi Locatelli, a opera dell'artista Angelo Bonfanti, mentre le vetrate furono realizzate su disegno di Trento Longaretti. Per rispondere all'adeguamento liturgico delle chiese fu posto nel 1982 il nuovo altare in marmo policromo scolpito, rivolto verso i fedeli.
Con decreto del 27 maggio 1979 del vescovo Giulio Oggioni la chiesa fu inserita nel vicariato foraneo di Solto-Sovere.

## Descrizione

### Esterno
L'edificio di culto è posto sul confine dell'abitato di Valmaggiore, mentre l'antica chiesa si trovava al centro della frazione, è anticipato dall'ampio sagrato. Il fronte principale è preceduto dal portico con volta a vela, tre aperture ad arco in pietra rette da colonne e delimitato da pilastri e la parte centrale con tetto a capanna con copertura in coppi. La parte centrale della facciata a salienti è avanzata rispetto alle due sezioni laterali e ospita il grande rosone in cemento e vetro atto a illuminare l'interno dell'aula.

### Interno
L'interno si presenta a tre navate di piccole dimensioni divise da pilastri in altrettante tre piccole campate. Il fonte battesimale è posto nella parte terminante della navata di sinistra mentre le prime due campate sono dedicata alla zona penitenziale con i confessionali lignei. Vi sono l'altare del Sacro cuore a sinistra della seconda campata e corrispondente l'altare neoclassico dedicato alla Madonna Immacolata in marmo di Carrara a destra. La zona del presbiterio rialzata da tre gradini, termina con il coro absidale a pianta semiottagonale con volta a spicchi. L'altare maggiore completo di tribuna in marmo è in stile neoclassico e in marmo di Carrara proviene dall'antica cappella, distrutta nel 1959 dell'Istituto delle Figlie del Sacro Cuore di Bergamo.